# Paranomus dregei
Paranomus dregei är en tvåhjärtbladig växtart som först beskrevs av Buek. och Meissn., och fick sitt nu gällande namn av Carl Ernst Otto Kuntze. Paranomus dregei ingår i släktet Paranomus och familjen Proteaceae. Inga underarter finns listade i Catalogue of Life.